# Prince Kagwema
Prince Kagwema är en tanzanisk författare. Han föddes 1931 i en by öster om Tukuyu, studerade sociologi, historia och engelska på Makarere University College och avlade en Bachelor of Arts-examen vid Cambridge University. Mellan 1958 och 1976 arbetade han för East African Railway Corporation i Nairobi. Efter det har han bott i utkanten av Dar es-Salaam. Prince Kagwema har bland annat gett ut romanerna Veneer of love 1975, Married Love is a Plant 1983, Chausiku's Dozen 1983 och Society in the Dock 1984. Fear of the Unknown - Quo vadis Tanzania utgiven 1985 är ett inlägg i samhällsdebatten.